# Совхозный сельсовет (Алтайский край)
Совхо́зный сельсове́т — муниципальное образование со статусом сельского поселения и административно-территориальное образование в Алейском районе Алтайского края России.
Административный центр — посёлок Совхозный.

## История
4 декабря 2013 года в состав сельсовета включены Александровский и Ветёльский сельсоветы

## Население
| 1997  | 1998  | 1999  | 2000  | 2001  | 2002  | 2003 | 2004 | 2005  |
| ----- | ----- | ----- | ----- | ----- | ----- | ---- | ---- | ----- |
| 653   | ↗663  | ↘648  | ↘644  | ↘611  | ↗629  | ↘589 | ↗616 | ↗627  |
| 2006  | 2007  | 2008  | 2009  | 2010  | 2011  | 2012 | 2013 | 2014  |
| ↘621  | ↗625  | ↗628  | ↘611  | ↘546  | ↘542  | ↗558 | ↘549 | ↗1128 |
| 2015  | 2016  | 2017  | 2018  | 2019  | 2020  | 2021 |      |       |
| ↘1117 | ↘1037 | ↗1058 | ↘1041 | ↘1040 | ↘1018 | ↘993 |      |       |

По результатам Всероссийской переписи населения 2010 года численность населения муниципального образования составила 546 человек, в том числе 248 мужчин и 298 женщин.

## Состав сельского поселения
| № | Населённый пункт | Тип населённого пункта          | Население |
| - | ---------------- | ------------------------------- | --------- |
| 1 | Александровский  | посёлок                         | ↘348      |
| 2 | Ветёлки          | село                            | ↘286      |
| 3 | Совхозный        | посёлок, административный центр | ↘549      |